# Ermita de la Virgen de las Nieves (Las Gabias)
La Ermita de la Virgen de las Nieves es una ermita situada en la localidad española de Gabia la Grande, municipio de Las Gabias, provincia de Granada.

## Historia
Fue fundada en el siglo XVI, siendo muy reformada en el XVII y XVIII.